# ヨハネス1世 (トレビゾンド皇帝)
ヨハネス1世アクスーコス（ギリシア語: Ιωάννης Κομνηνός Ἀξούχος, 1214年以前 - 1238年）は、1235年から1238年にかけてトレビゾンド帝国を支配した皇帝である。13世紀の歴史家でトレビゾンド帝国の官僚であるミカエル・パナレトスの書物によれば、ヨハネス1世の治世は6年であったとされるが、近代の歴史家であるウィリアム・ミラー氏は、ドイツの歴史家Jakob Philipp Fallmerayer（en）の主張する「この記述は3年間の間違いである」という考えに同調している。また、「ヨハネス1世はアンドロニコス1世ギドスとの共同皇帝として初めの3年間統治し、アンドロニコスの死後、3年間単独で統治した」という別説も存在する。

## 背景
彼はアレクシオス1世コムネノスの長男として誕生した。母親の名前は一次資料には記されていないが、母親の名はテオドラ・アクスーキナであると主張する歴史家も存在する。ミラーの主張によると、ヨハネスは父親が亡くなった1222年の時点ではまだ幼い子供であったという。その裏付けとして、アレクシオス亡きトレビゾンド皇帝の帝位は彼の義理の息子であるアンドロニコス1世ギドスに引き継がれたことを挙げており、シノーペー包囲戦の最中に記された書物の１つには、「アレクシオス帝はトレビゾンドの息子たちを、自ら領国を統治することができるほどにまで育て上げた」という文言が記されており、ヨハネスが1214年以前に出生したことは明確である。

## 統治と死
ヨハネスの治世における記録は、彼の死に関する記述を除いて非常に少ない。ヨハネスはツィカニオン（tzykanion）と呼ばれるポロのようなスポーツを嗜んでいたところ、馬から落馬して踏みつけられたことで亡くなったと伝わっている 。(このスポーツはビザンツ貴族の間で広く流行っていた。) このころ、彼の後継者は2人存在した。イオアニキオスとマヌエルである。しかしイオアニキオスは修道院に幽閉されたため、帝位はヨハネスの兄弟であるマヌエルに継承された。ファルメライヤー以降の多くの歴史は幽閉されたイオアニキオスをヨハネス1世アクスーコスの息子だと考えているものの、歴史家ミカエル・パナレトスの年代記には、イオアニキオスとヨハネスの関係性について何も言及していない。またRustam Shukurovは、イオアニキオスをマヌエルとミカエルの兄弟であったと主張している。
また、ヨハネスが銀貨（またはアスプロン硬貨）を鋳造したのかどうかについても意見が分かれている。最近の研究者の中には、貨幣学的根拠を元に考慮すると、ヨハネスが鋳造したと考えるよりもヨハネス2世メガス・コムネノスが鋳造したと考えた方がより相応しいと考える学者も存在する。